# Долженко, Елена Вениаминовна
Елена Вениаминовна Долженко (род. 16 января 1967, Ленинград) — советская синхронистка, четырёхкратная чемпионка СССР, чемпионка Европы (1991), участница Олимпийских игр (1992). Мастер спорта СССР международного класса (1986).

## Биография
Елена Долженко родилась 16 января 1967 года в Ленинграде. Начала заниматься синхронным плаванием в возрасте 14 лет под руководством Светланы Маракулиной, которая работала с ней на протяжении всей её спортивной карьеры. В 1984 году была бронзовым призёром чемпионата Европы среди юниоров в групповых упражнениях.
С середины 1980-х и до начала 1990-х годов многократно становилась победительницей и призёром чемпионатов СССР в разных видах программы. В тот же период времени входила в сборную СССР, в 1987 и 1989 годах выигрывала серебряные медали чемпионатов Европы в групповых упражнениях, а в 1991 году завоевала звание чемпионки Европы в той же дисциплине. В 1992 году в составе Объединённой команды участвовала в Олимпийских играх в Барселоне.
В 1989 году окончила ГДОИФК имени Лесгафта. В 1992 году завершила свою спортивную карьеру. В 1997—2019 годах была старшим тренером сборной Санкт-Петербурга по синхронному плаванию. С 2007 года занимается тренерской деятельностью в СШОР по водным видам спорта «Экран».